# ۱۹ صفر
۱۹ صفر، نوزدهمین روز از ماه صفر در تقویم هجری قمری است.
در تقویم هجری قمری قراردادی این روز چهل و نهمین روز سال است.

## وقایع
۱۳۳۴ قمری - واقعه نبرد رباط‌کریم به فرماندهی حیدر لطیفیان در جریان اشغال ایران در جنگ جهانی اول

## درگذشتگان
۱۳۳۴ قمری - حیدر لطیفیان، فرمانده نبرد رباط‌کریم در طی اشغال ایران در جنگ جهانی اول